# بي. دولان
بي. دولان (بالإنجليزية: B. Dolan)‏ هو رابر أمريكي، ولد في 8 مارس 1981.

## وصلات خارجية
- الموقع الرسمي
- بي. دولان على موقع IMDb (الإنجليزية)
- بي. دولان على موقع ميوزك برينز (الإنجليزية)
- بي. دولان على موقع ديسكوغز (الإنجليزية)
- بي. دولان على موقع ديسكوغز (الإنجليزية)